# Sokileț, Dunaiivți
Sokileț (în ucraineană Сокілець) este o comună în raionul Dunaiivți, regiunea Hmelnîțkîi, Ucraina, formată numai din satul de reședință.

## Demografie
Componența lingvistică a comunei Sokileț
     Ucraineană (100%)
Conform recensământului din 2001, toată populația comunei Sokileț era vorbitoare de ucraineană (100%).